# Kodoli
Kodoli là một thị trấn thống kê (census town) của quận Satara thuộc bang Maharashtra, Ấn Độ.

## Địa lý
Kodoli có vị trí 16°53′B 74°12′Đ / 16,88°B 74,2°Đ Nó có độ cao trung bình là 548 mét (1797 feet).

## Nhân khẩu
Theo điều tra dân số năm 2001 của Ấn Độ, Kodoli có dân số 16.411 người. Phái nam chiếm 53% tổng số dân và phái nữ chiếm 47%. Kodoli có tỷ lệ 80% biết đọc biết viết, cao hơn tỷ lệ trung bình toàn quốc là 59,5%: tỷ lệ cho phái nam là 84%, và tỷ lệ cho phái nữ là 76%. Tại Kodoli, 12% dân số nhỏ hơn 6 tuổi.